# Atelornis
Atelornis är ett släkte med fåglar inom familjen markblåkråkor. De är stannfåglar endemiska för Madagaskar.
Släktet omfattar två arter:
- Blåpannad markblåkråka (A. pittoides)
- Rödbrun markblåkråka (A. crossleyi)